# Marschalk von Ostheim

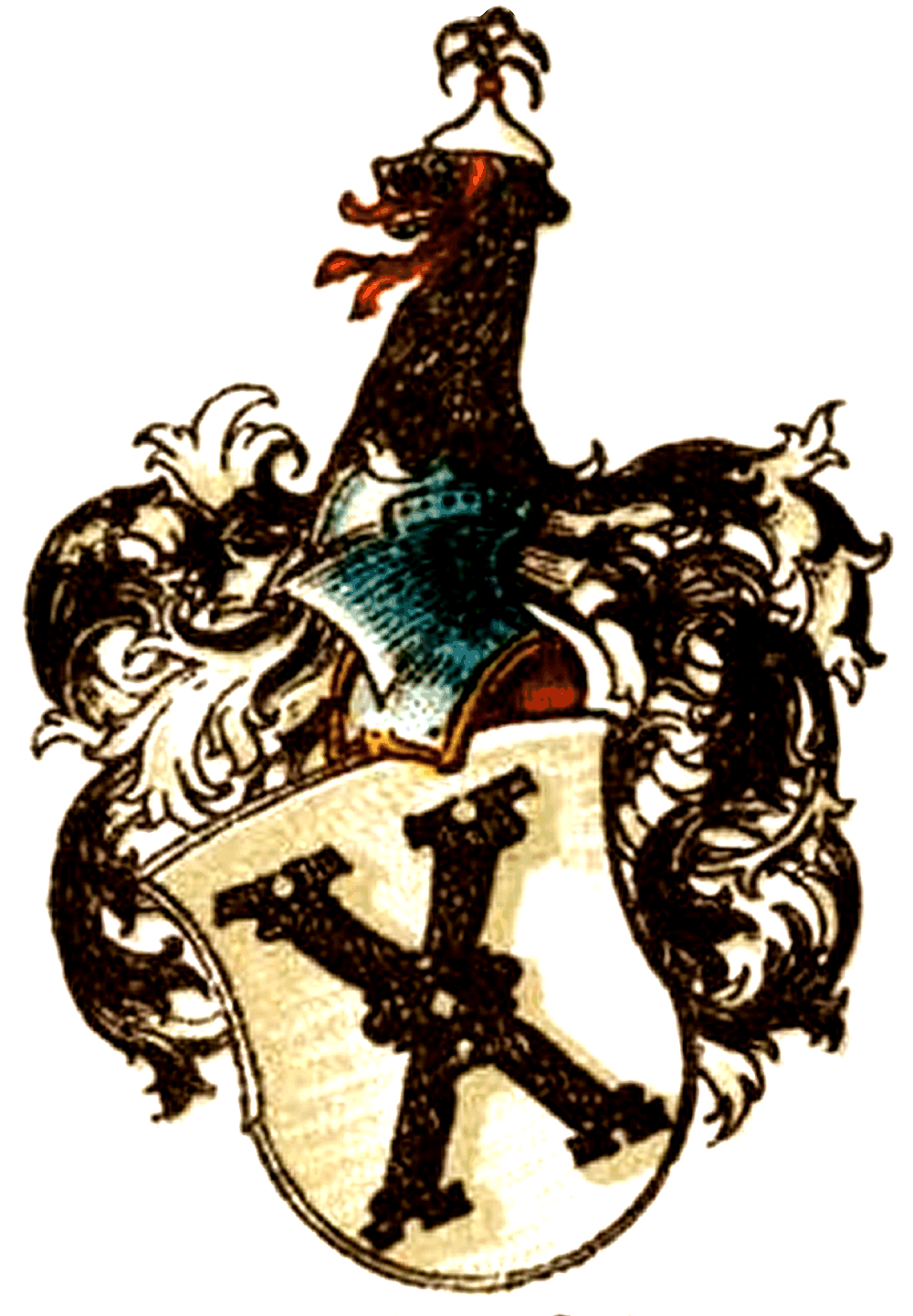
Wappen der Marschalk von Ostheim

Die Marschalk von Ostheim oder Marschall von Ostheim waren ein fränkisches Adelsgeschlecht.

## Geschichte

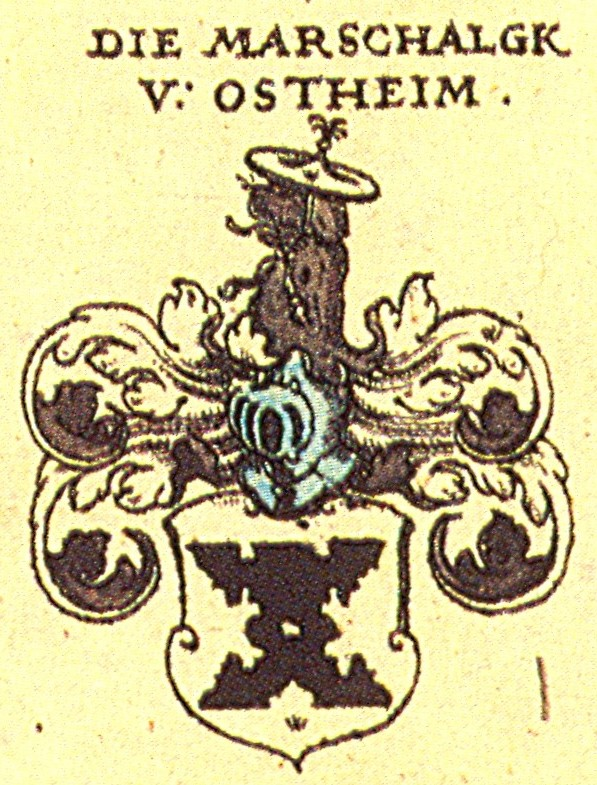
Wappen nach Siebmacher, 1605

Namensgebender Stammsitz ist Ostheim vor der Rhön. Die Marschalk von Ostheim waren Ministeriale im Dienste der Grafen von Henneberg. Der Name Marschalk leitet sich vom erblichen Hofamt des Marschalls ab, das die Familie damals wahrscheinlich in der Grafschaft Henneberg innehatte.
Anfang des 14. Jahrhunderts waren die Ritter Brüder Heinrich und Margold Marschalk Besitzer von Burg Wallbach (1489 verkauft). Sittich und Wilhelm Marschalk erwarben 1410 Walldorf, wo zwischen 1706 und 1775 Schloss Walldorf als neuer Sitz errichtet wurde. Waltershausen blieb lange Zeit ein wichtiger Sitz der Familie, ab 1466 ergänzt um Rappershausen und ab 1469 um Oberstadt. Ebenso gehörte von 1664 bis 1874 Schloss Trabelsdorf den Marschalken. Um 1550 errichtete Hans Marschalk das Schloss Obereßfeld. 1665 ließ Eva Maria Magdalena Marschalk von Ostheim das Schloss Marisfeld errichten, das 1814 an Christian Friedrich von Stockmar verkauft wurde.
Bernhard Marschalk von Ostheim (1532–1604) ließ 1596 den ererbten Marschalkschen Adelshof in Wasungen, bis dato ein Wehr- und Wohnturm mit Kemenate und Garten an der Stadtmauer, als repräsentativen Fachwerkbau im Renaissancestil neu errichten und machte ihn ab 1601 zu einem adligen Damenstift, das bis 1931 existierte.
Die Familie stieg bis in den Freiherrenstand auf. Sie ist 1903 im Mannesstamm erloschen.

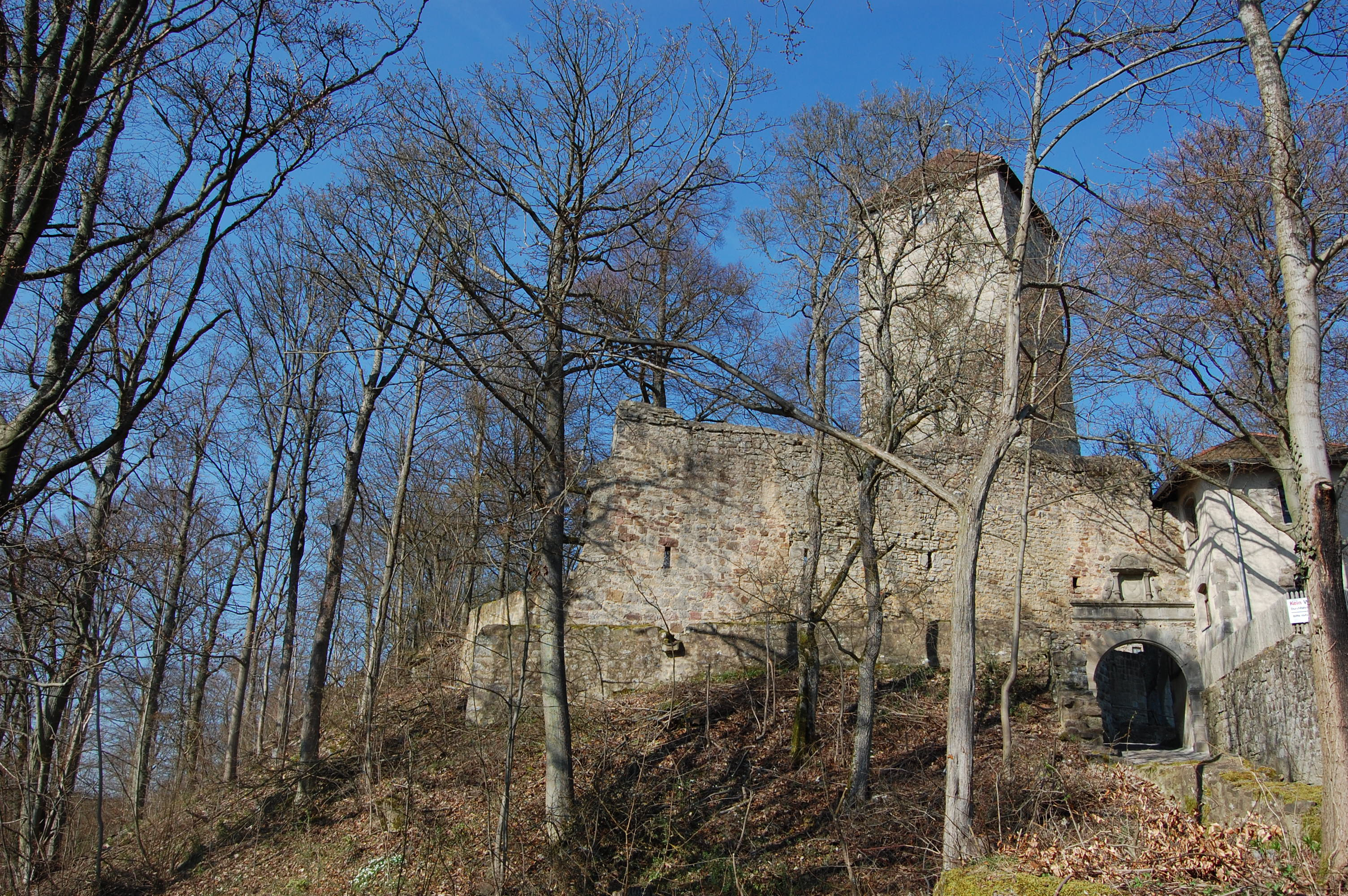
Ruine Lichtenburg in Ostheim vor der Rhön
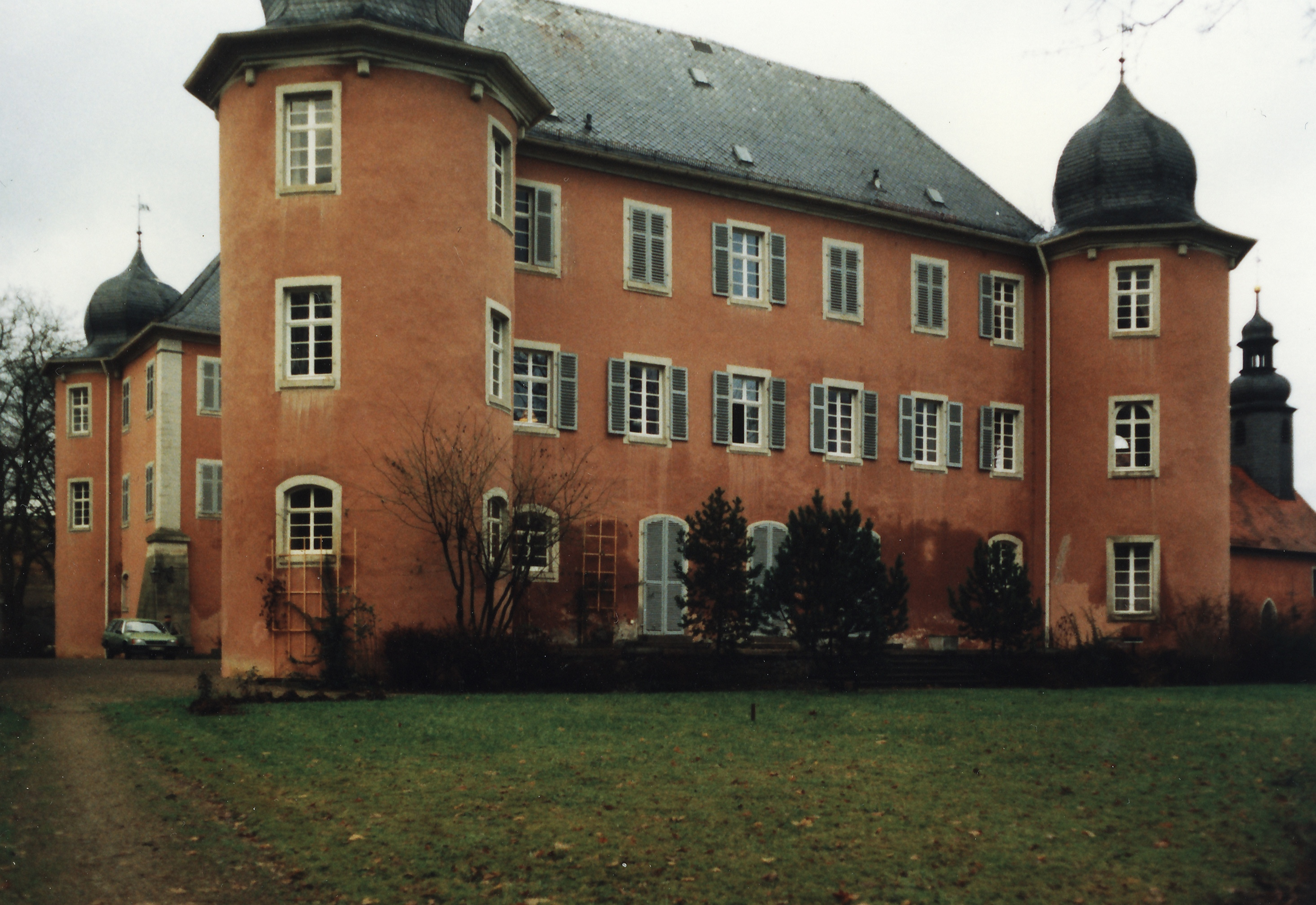
Schloss Waltershausen
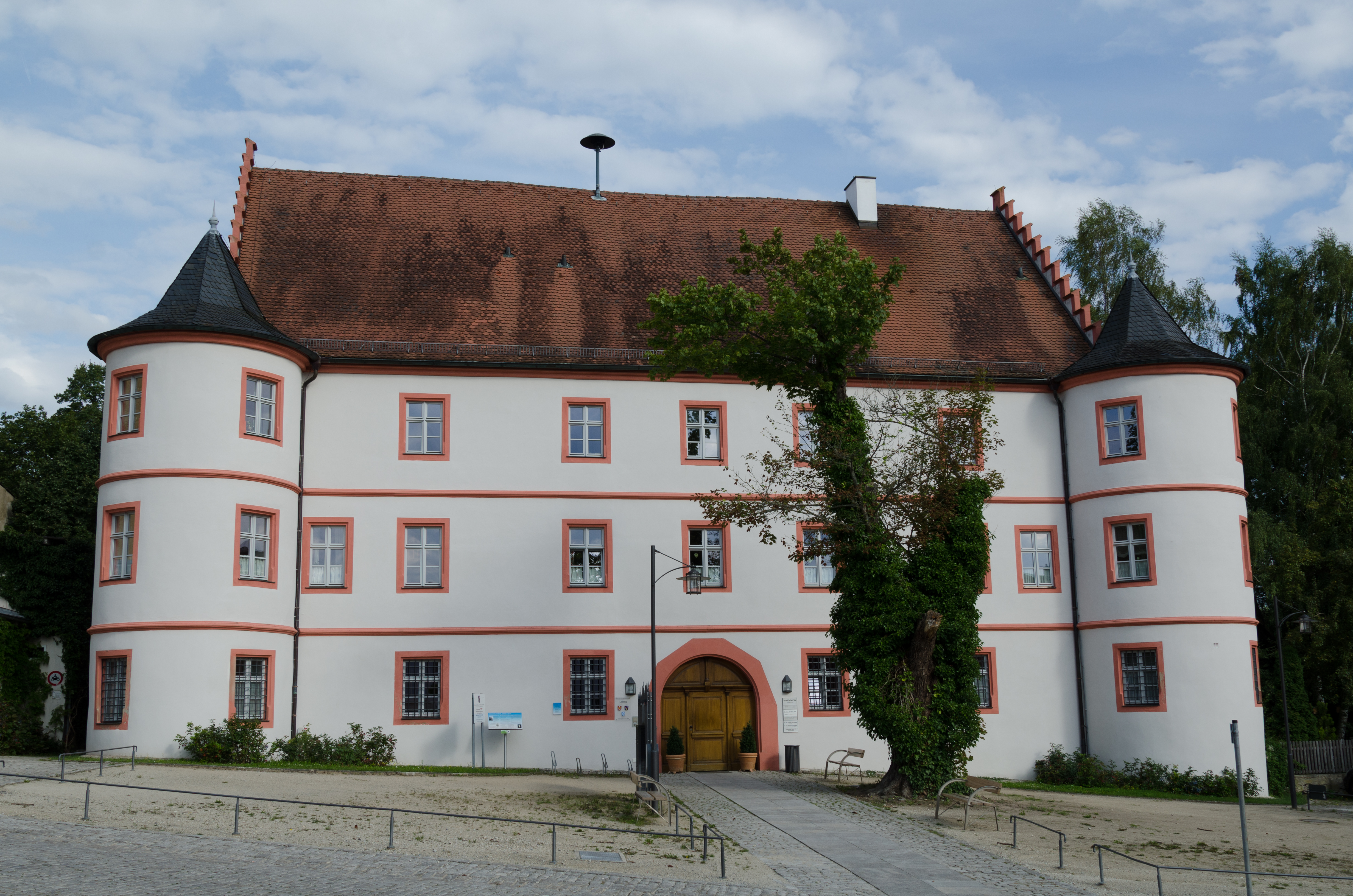
Schloss Trabelsdorf
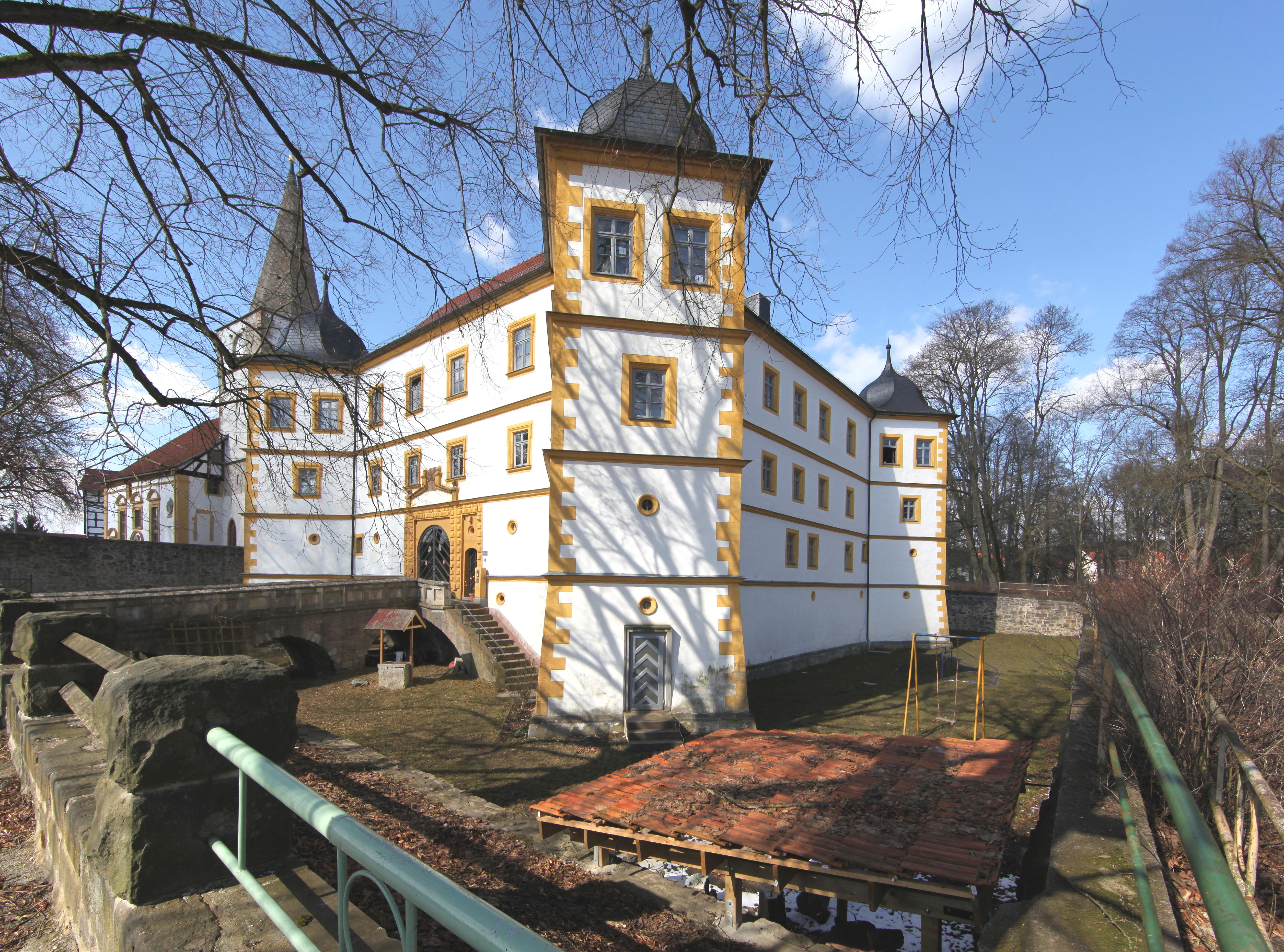
Schloss Marisfeld
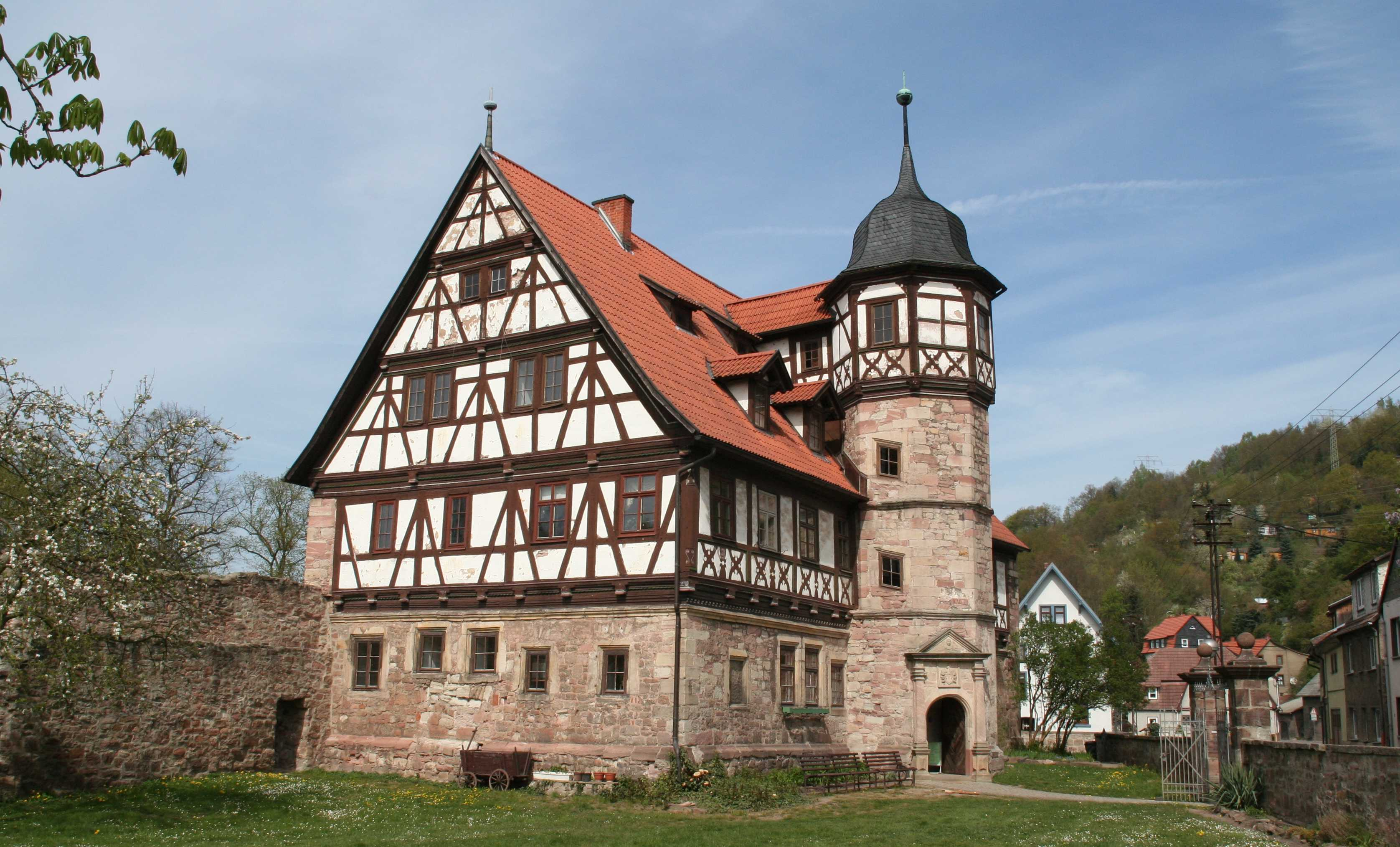
Damenstift Wasungen

## Wappen

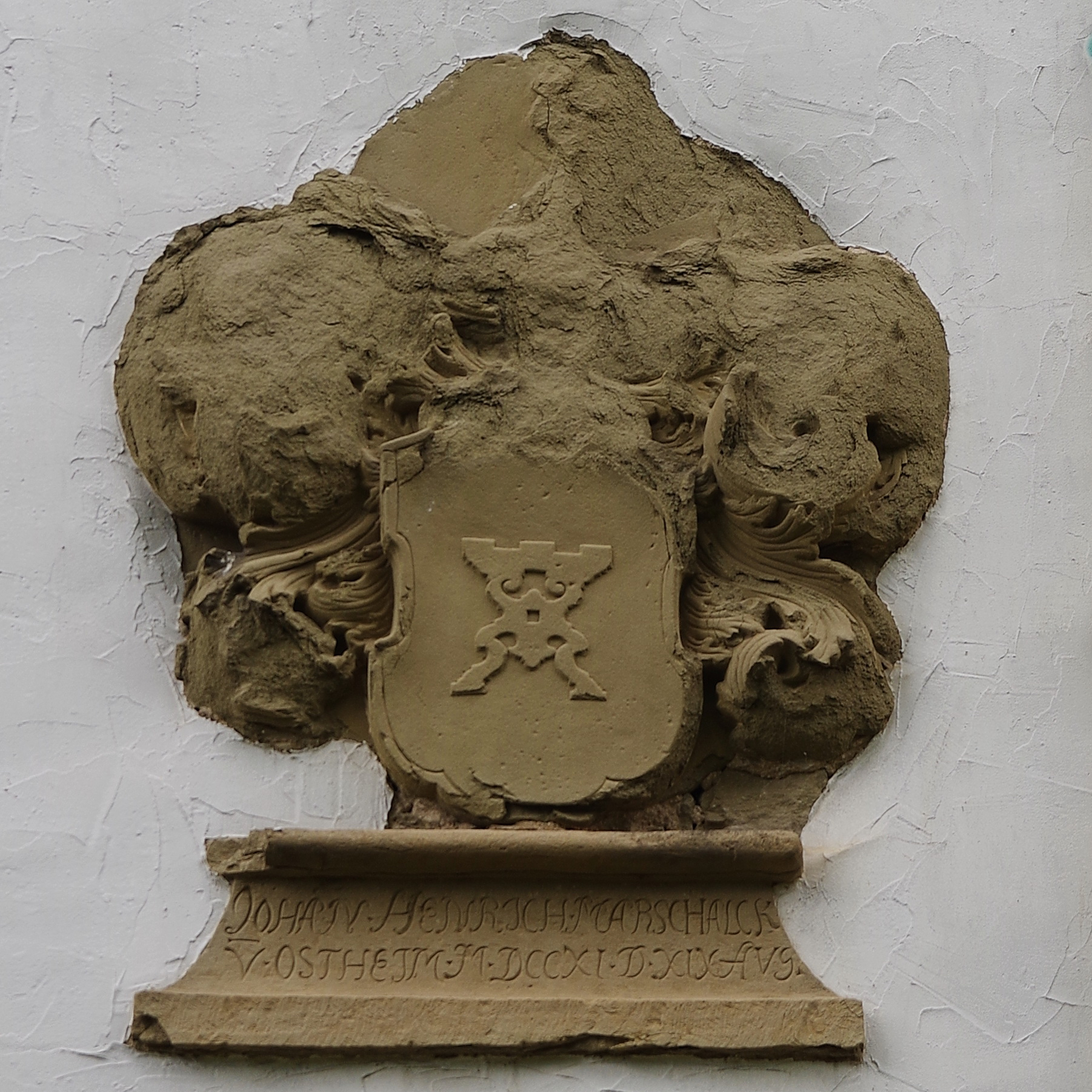
Wappen von Johann Heinrich Marschalck von Ostheim an der Kirche St. Mauritius in Marisfeld

Das Wappen zeigt in Silber ein schwarzes Tischgestell. Auf dem Helm mit schwarz-silbernen Helmdecken ein schwarzer Brackenrumpf, auf den Kopf mit roten Bändern gebunden ein mit fünf schwarzen Hahnenfedern besteckter trichterförmiger silberner Hut mit Knopf.

## Persönlichkeiten
- Heinrich von Ostheim († 1560), Burgvogt in Tübingen
- Bernhard Marschalk von Ostheim (1532–1604), einziger Statthalter der gefürsteten Grafschaft Henneberg und Stifter des ersten, nicht aus einem mittelalterlichen Stift oder Kloster hervorgegangenen evangelischen freiweltlichen Frauenstifts, des späteren Herzoglich-Sächsischen Louisen-, Freiherrlich Marschalk'schen Damenstiftes Wasungen
- Heinrich August Marschalk von Ostheim (1726–1809), Generalmajor
- Moritz Marschall von Ostheim, Hauptmann des Ritterkantons Rhön-Werra
- Henriette von Wolzogen (1745–1788), geborene Marschalk von Ostheim, Gönnerin unter anderem von Friedrich von Schiller, Schwiegermutter von Caroline, Mutter von Carl, Wilhelm und Ludwig von Wolzogen
- Charlotte von Kalb (1761–1843), geborene Marschalk von Ostheim, Schriftstellerin
- Emil Marschalk von Ostheim (1841–1903), Historiker, Numismatiker, Sammler, letzter des Geschlechtes

## Besitzungen
u. a.
- Marisfeld (im 17. Jahrhundert)
- Rappershausen
- Obereßfeld
- Waltershausen

Saal an der Saale
Lisberg